# Махов Микола Федорович
Микола Федорович Махов (3 березня 1921—18 жовтня 1943) — гвардії сержант Робітничо-селянської Червоної армії, учасник Другої світової війни, Герой Радянського Союзу (1944).

## Життєпис

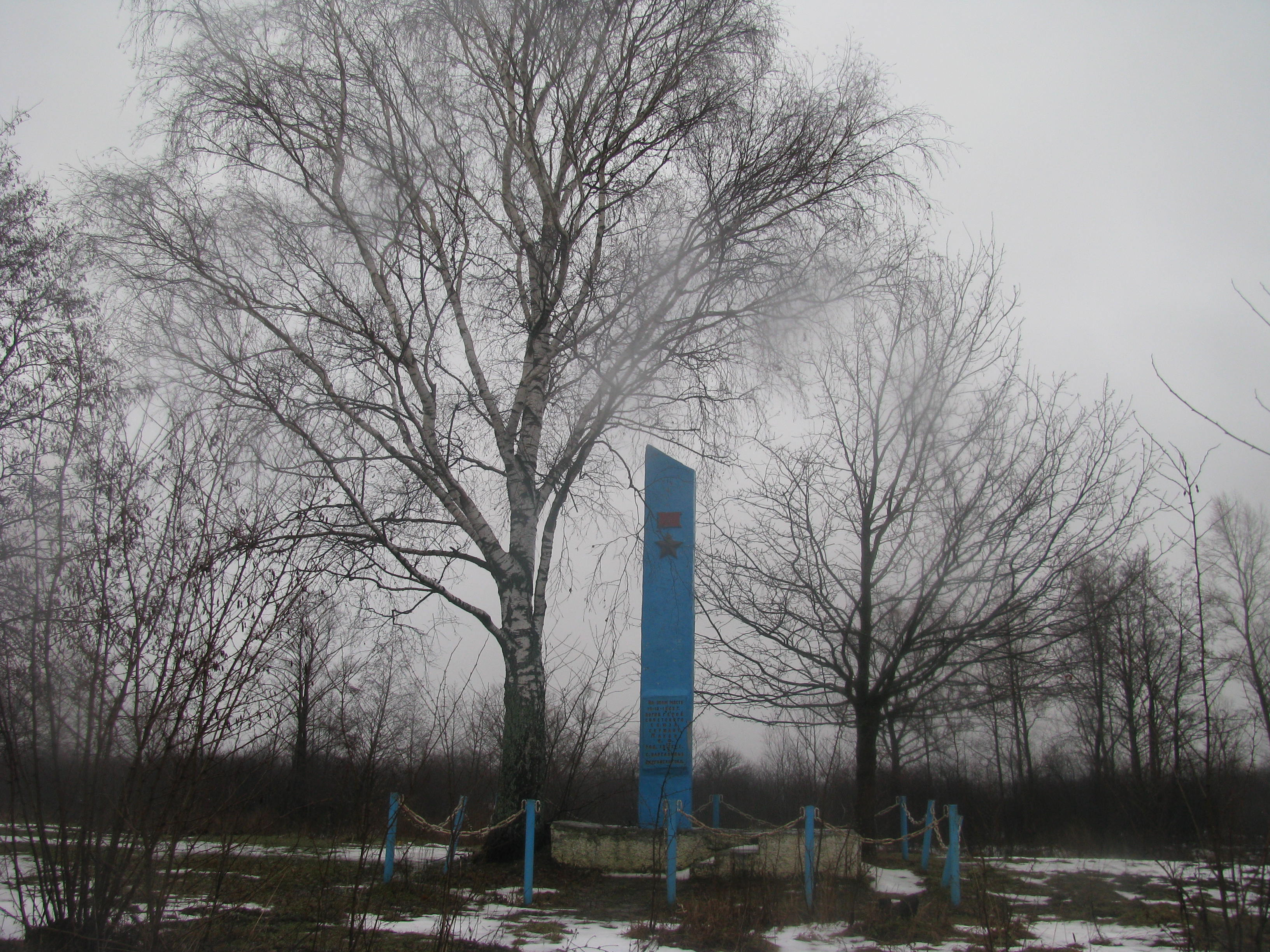
Пам'ятник в с. Жиличі

Микола Федорович Махов народився 3 березня 1921 року в селищі Каргапольє Каргапольської волості Шадринського повіту Єкатеринбурзькій губернії (нині — Курганська область) у селянській родині.
Закінчив Каргапольську початкову школу і Вороновську ШКМ, продовжив навчання в Мехонській дев'ятирічній школі. 1936 року вступив у Чашинський молочно-технологічний технікум.
1939 року, після закінчення технікуму, Микола Федорович отримав направлення на роботу технологом-маслоробом на Сорокинський маслозавод Омського маслопрому (нині — Сорокинський район Тюменська область).
З 1942 року член ВЛКСМ.
15 серпня 1942 року призваний на службу в Робітничо-селянську Червону армію Каргапольським РВК Челябінської області. З травня 1943 року — на фронтах Другої світової війни, командував стрілецьким відділення 9-ї стрілецької роти 237-го гвардійського стрілецького полку 76-ї гвардійської стрілецької дивізії 61-ї армії Центрального фронту. Відзначився під час визволення Чернігівської області Української РСР.
21 вересня 1943 року взвод Махова обійшов з півночі Чернігів і атакував супротивника рубежі в районі дороги на Гомель. У тому бою Махов особисто знищив 4 німецьких солдатів. Противник зробив кілька контратак, але всі вони успішно відбиті. У ніч з 27 на 28 вересня 1943 року відділення Махова переправилось через Дніпро в районі села Миси Ріпкинського району та взяло активну участь у боях за захоплення і утримання плацдарму на його західному березі.
18 жовтня 1943 року під час бою за розширення плацдарму Махов був оточений ворожими солдатами і був змушений битися врукопаш. Йому вдалося вбити трьох німецьких солдатів, але в тому бою загинув і він сам. Похований за 300 м на південний схід від села Жиличі Брагінського району Гомельської області Білоруської РСР. Перепохований у селищі Брагін Гомельської області Білорусі.
Указом Президії Верховної Ради СРСР від 15 січня 1944 року «за мужність і героїзм, проявлені при форсуванні Дніпра і утриманні плацдарму на його правому березі» гвардії сержант Микола Махов посмертно удостоєний високого звання Героя Радянського Союзу. Також посмертно нагороджений орденом Леніна.

## Пам'ять
- В честь Махова названа вулиця в його рідному селищі Каргапольє.
- 8 травня 1965 року постановою Ради Міністрів РРФСР Каргапольській середній школі присвоєно ім'я Героя Радянського Союзу Махова Миколи Федоровича.
- Ім'я Героя присвоєно середній школі в селищі Брагін.